# Michał Przywara (duchowny)
Michał Przywara (ur. 29 września 1867 w Polskiej Nowej Wsi, zm. 31 października 1906 we Wrocławiu) – polski ksiądz katolicki, językoznawca, dialektolog, publicysta i folklorysta działający na Górnym Śląsku.

## Życiorys
Pochodził z ubogiej rodziny chłopskiej gospodarującej na Górnym Śląsku. W latach 1890–1894 studiował teologię na Uniwersytecie Wrocławskim, gdzie w 1892 roku wraz z Karolem Myśliwcem był współzałożycielem Towarzystwa Nauk Akademików Górnoślązaków (niem. Wissenschaftlicher Verein Oberschlesischer Studenten). Był kapelanem w Mikołowie, Pszowie oraz proboszczem we Fyrlądzie (niem. Friedland, obecnie Korfantów), Zębowicach, Prądach, Tułowicach (niem. Tillowitz) oraz Książęcej Nowej Wsi. Jest pochowany na przykościelnym cmentarzu w Nowej Wsi Książęcej.

### Działalność pisarska
Oprócz działalności duszpasterskiej zajmował się zbieraniem legend, ludowych podań, bajek oraz pieśni mieszkańców Śląska Opolskiego. Był znawcą regionalnych gwar śląskich Górnego Śląska. Twórca naukowej dialektologii polskiej prof. Kazimierz Nitsch bardzo wysoko oceniał kompetencje oraz pracę Michała Przywary, który  według niego „bezwzględnie  górował nad wszystkimi mniej lub bardziej domorosłymi dialektologami, jakich poznałem w swych podróżach po całym zaborze pruskim”. Część jego prac została opublikowana (oryginały znajdują się w Bibliotece Śląskiej w Katowicach). Dorobek pisarski autora został rozproszony w czasie II wojny światowej. Jako polski duchowny ks. Michał Przywara w swoich pismach ostro występował także przeciw niemieckiej polityce Kulturkampfu  i germanizowaniu polskich szkół na Śląsku. Szczególnie potępiał niemieckie praktyki germanizowania nauki religii i zmuszania śląskich duchownych do uczestniczenia w tym procederze. Swe przemyślenia na ten temat wyłożył w tekście "Pogląd na wywody broszury X. Skowrońskiego" Rękopis zachował się w Bibliotece Śląskiej.

## Publikacje
- Przysłowia, porównania i zagadki – zbiór regionalnych przysłów i powiedzonek
- Pieśni ludowe – zbiór pieśni ludowych ze Śląska Opolskiego
- Bajki – zbiór zawierający 50 bajek z Opolszczyzny[5]
- Przywiarki, czyli Przesądy i zabobony ludu polskiego na Górnym Śląsku[6]
- Moja podróż do Rzymu – dziennik z podróży w 1900 do Włoch.
- Moja podróż na Wschód – dziennik z podróży do Palestyny.